# Обсада на Мадрид
Обсадата на Мадрид продължава две години и половина над контролираната от републиканците испанска столица Мадрид от националистическите армии, под командването на генерал Франсиско Франко, по време на Гражданската война в Испания (1936–1939).
Градът, обсаден от октомври 1936 г., пада в ръцете на националистите на 28 март 1939 г. Битката за Мадрид през ноември 1936 г. е с най-интензивните боеве във и около града, когато националистите правят най-решителния си опит да превземат републиканската столица.

## Бунт в Мадрид (юли 1936 г.)
Испанската гражданска война започва с неуспешен държавен преврат срещу правителството на Народния фронт на Втората република от офицери от испанската армия на 18 юли 1936 г.
В Мадрид републиканското правителство не е сигурно какво да прави. То иска да потуши преврата, но не е сигурно дали може да се довери на въоръжените сили и не иска да въоръжава синдикатите Национална конфедерация на труда (CNT) и потенциално да ускори продължаващата Испанска революция. На 18 юли правителството изпраща части на гражданската гвардия в Севиля, за да потушат бунта там. Въпреки това при достигането на града гвардейците дезертират към въстаниците. На 19 юли Сантяго Касарес Кирога подава оставка като министър-председател и е наследен от Диего Мартинес Барио, който се опитва да уреди примирие с въстаническия генерал Емилио Мола по телефона, но Мола отказва предложението и Барио е свален от Хосе Хирал. Хирал се съгласява да въоръжи профсъюзните дейци за защита на републиката с 60 хил. пушки, доставени на централите на CNT, въпреки че само 5000 са в изправност. В радиопредаване на 18-и комунистическият лидер Долорес Ибарури измисля известния лозунг „¡No pasarán!“ („Няма да минат“), за да подтикнат към съпротива срещу преврата. Лозунгът трябва да стане синоним на защитата на Мадрид и на републиканската кауза като цяло.
Генерал Хоакин Фанхул, командир на военния гарнизон, базиран в казармата Монтаня в Мадрид, се готви да започне военния бунт в града. Въпреки това, когато той се опитва да излезе от казармите, неговите 2500 войници са принудени да се върнат в комплекса от враждебни тълпи и въоръжени синдикалисти. На 20-и казармите са щурмувани от работници и Guardias de Asalto („нападатели“, градска полиция), лоялни на правителството, както и пет батальона на ръководените от комунистите Антифашистки работнически и селски милиции (MAOC). Един от батальоните се превръща в известния „Пети полк“ от около 10 хил. бойци.
В крайна сметка казармата пада, когато Guardias de Asalto изваждат 75-mm полево оръдие, за да обстрелват комплекса и портата му е отворена от сапьорен сержант, симпатизиращ на републиканците. Сержантът е убит от един от офицерите си, но действията му позволяват на републиканците да пробият стените. Много войници са избити от тълпата, която е вбесена от очевидното фалшиво предаване, след падането на казармите.
През остатъка от войната Мадрид е държан от републиканците. Въпреки това населението му е със значителен брой симпатизанти на национализма, над 20 хил. от които търсят убежище в чужди посолства в града. Седмиците, последвали юлското въстание, са белязани от убийства на така наречени фашисти или фашистки симпатизанти, убити в Мадрид от републиканците. Например на 23 август седемдесет затворници от затвора Модело в града са избити като отмъщение за убийството от националистите на над 1500 републиканци след щурмуването на Бадахос.

## Националистическо напредване (август–октомври 1936 г.)
Първоначалната стратегия на военния заговор е да се поеме властта в цялата страна по начина на pronunciamiento (военен преврат) от 19 век. Съпротивата срещу преврата от страна на републиканците обаче означава, че Франсиско Франко и неговите съюзници вместо това трябва да завладеят страната с военна сила, ако искат властта. Самият Франко каца в Алхесирас, в Южна Испания, с марокански войски от Испанската армия в Африка. Мола, който командва колониалните войски, както и Испанския чуждестранен легион и карлистката и фалангистката милиция, набира войски на север. Заедно те планират „Път към Мадрид“ с Франко, който напредва от Бадахос, който превзема през август, и Мола, който напредва от Бургос. Ветеранските колониални войски на Франко, или регуларес, под командването на генерал Хуан Ягуе, заедно с въздушното прикритие, осигурено от Нацистка Германия, разбиват републиканските милиции по пътя им. Ягуе настоява за бързо настъпление към Мадрид, но Франко го отхвърля, за да подсили националистическите войски, обсадени в Толедо. Това отклоняване задържа атаката срещу Мадрид с до един месец, което дава време на републиканците да подготвят отбраната си.
Междувременно в Мадрид републиканското правителство е реформирано под ръководството на социалистическия лидер Франсиско Ларго Кабайеро, чието правителство включва шестима министри от социалистическата партия, двама комунисти, двама от партията на Републиканската левица, един от партията на Каталунската левица, един от партията на баските националисти и един от Републиканския съюз. Комунистите са малцинство в правителството, но печелят влияние чрез достъпа си до оръжие от Съветския съюз и чуждестранни доброволци в интернационалните бригади. Републиканският военен командир в Мадрид номинално е генерал Хосе Миаха, но съветският военен персонал е може би по-важен. Генерал Гориев е техен общ командир, генерал Яков Смушкевич контролира военновъздушните сили, изпратени от Съветския съюз, а генерал Дмитрий Павлов командва техните бронирани сили. Около 90% от републиканските защитници на Мадрид са милиции, издигнати от леви политически партии или синдикати, които избират свои лидери. Републиканското командване има сравнително малък контрол върху частите в ранната фаза на Гражданската война.
От друга страна както Германия, така и Фашистка Италия снабдяват Франко с въздушна подкрепа и бронирани части за неговото нападение в Мадрид, а частите на Луфтвафе в Испания, легион „Кондор“, са командвани независимо от офицерите на Франко. Националистите достигат до Мадрид в началото на ноември 1936 г., като го приближават от север по пътя Коруня и на запад по пътя Естремадура. На 29 октомври републиканската контраатака от 5-ти (комунистически) полк под командването на Енрике Листер е отбита при Парла. На 2 ноември Брунете пада в ръцете на националистите, оставяйки войските в западното предградие на Мадрид. Мола прочуто отбелязва пред английски журналист, че ще превземе Мадрид със своите четири колони редовни и марокански войски от югозапад в Испания извън града и неговата „Пета колона“ от десни симпатизанти в него. Терминът „пета колона“ се превръща в синоним на шпиони или предатели за републиканците, а параноята води до клане на националистически затворници в Мадрид по време на последвалата битка. Правителството, включително Кабайеро, очаква Мадрид да падне и затова прави предварително планирано бягство от Мадрид на 6 ноември във Валенсия. Генерал Миаха и политическите лидери, които остават, сформират Junta de Defensa de Madrid (Комитет за отбрана на Мадрид), за да организират републиканските защитници.
Опитът на националистите да превземат Мадрид обаче има някои сериозни тактически недостатъци. Техните войски са превъзхождани повече от две към едно от защитниците, въпреки че националистите са много по-добре обучени и оборудвани. Друг недостатък е неспособността им да обкръжат Мадрид и да го откъснат от външна помощ.

## Битката за Мадрид (ноември 1936 г.)

### Подготовка
Републиканците имат географско предимство при защитата на Мадрид: река Мансанарес разделя националистите от центъра на града и е голяма физическа пречка. Мола планира нападението си над Мадрид за 8 ноември 1936 г. Той планира да атакува през парка Каса де Кампо на фронт от само 1 км, за да се опита да избегне уличните боеве, тъй като паркът е открит и е точно отсреща реката от центъра на града. Първоначалното намерение на Мола е да превземе Университетския град, точно на север от центъра на града, за да създаде предмостие през Мансанарес. Той също предприема отклоняваща атака към работническото предградие Карабанхел, югозападно от центъра на града. Въпреки това, на 7 ноември, републиканците се добират до планове за атака от тялото на италиански офицер, намерено в унищожен танк, и така могат да съсредоточат войските си в Каса де Кампо, за да посрещнат основната атака.
Стратегическото му местоположение над река Мансанарес прави моста от решаващо значение. Полковник Ромеро командва републиканските сили там и ефективно отблъсква опитите да го пресекат и да получат достъп до центъра на Мадрид.

### Първоначална атака
Мола атакува на 8 ноември с 20 000 войници, предимно марокански редовни войници, подкрепени от италианска лека бронирани коли и германски танкове Panzerkampfwagen I под командването на германския офицер Вилхелм фон Тома. Германският легион „Кондор“ също осигурява въздушна подкрепа, която нанася тежки разрушения на сградите в квартала.
Републиканците са разположили 12 000 войници в Карабанхел и още 30 000, за да посрещнат основното нападение при Каса де Кампо. Въпреки превъзходството си в числеността, те са зле оборудвани, тъй като са с предимно малки оръжия, като се предполага, че има само десет патрона за всяка пушка. Освен това повечето от тях никога не са обучавани да боравят с оръжия. Въпреки това, те удържат настъплението на националистите в Каса де Кампо. Някои редовни войници в крайна сметка пробиват и преминават през Мансанарес към затвора Модело, целта на офанзивата, но атаката спира в западната част на града. Твърди се, че самият републикански генерал Миаха се е втурнал към разрушените сгради, към които републиканските войски са започнали да бягат, и с пистолет в ръка е призовал отстъпващите войски да се съберат и да умрат с него, вместо да бягат като страхливци. През целия ден градското радио призовава гражданите да се мобилизират и да подкрепят фронта с митинговия вик "¡No pasarán!" („Те няма да преминат!“)
Късно на 8 ноември XI Интернационална бригада, наброяваща 1900 души, пристига на фронта, марширувайки през Гран Виа в центъра на града. Макар и малко и с незавършеното им обучение, тъй като те са изпратени бързо на фронта като помощна сила, пристигането им е голям морален тласък за защитниците на Мадрид. Чуждестранните войски, макар и всъщност смесица от доброволци от Германия, Франция, Великобритания и различни други нации, включително племенника на Уинстън Чърчил, Езмънд Ромили, са посрещнати с викове vivan los rusos („да живеят руснаците“), тъй като са объркани със съветска пехота.

## Удържане и контраатаки
На 10 ноември националистите пренасочват фокуса на офанзивата си към предградието Карабанхел, но гъсто населената зона се оказва много трудно препятствие. Колониалните марокански войски са приковани в боеве от къща на къща и имат тежки жертви от ръцете на милиционери, които познават много добре градския терен.
Вечерта на 9 ноември генерал Клебер започва нападение на XI Интернационална бригада срещу позициите на националистите в Каса де Кампо, което продължава цяла нощ и част от следващата сутрин. В края на битката националистическите войски са принудени да се оттеглят и изоставят всички надежди за директно нападение срещу Мадрид през Каса де Кампо, докато XI бригада е загубила една трета от своите хора. Междувременно републиканските войски контраатакуват целия фронт в Мадрид на 9-и, 10-и и 17 ноември, отблъсквайки националистите на някои места, но с цената на тежки жертви.
На 15-и 4000 анархисти, милиционери, водени от Буенавентура Дурути, пристигат от фронта на Арагон като подкрепление за отбраната на столицата.
На 11 ноември е извършено позорно клане от страна на републиканците; 1029 затворници националисти, държани в затвора Модело, са изведени и убити в долината Харама от републиканския 5-и полк като потенциални „пети колонисти“. Твърди се, че убийствата са поръчани от комунистическия лидер Сантяго Карийо, но това не е доказано. Според Антони Бийвър заповедта за клането идва или от Хосе Касорла Море, заместник на Карийо, или от съветския съветник Михаил Колцов. Зверството е осъдено от анархисткия директор на затворниците Мелхор Родригес.
Полковник Ромеро има разногласия с анархистите, иска уволнението на Рикардо Санс и предлага разпускането на колоната Дурути и разпределението на техните хора между други части.
На 12-и новопристигналата XII Интернационална бригада, под командването на генерал Мате Залка с германски, скандинавски, френски, белгийски и италиански войски, започва атака срещу позициите на националистите на хълма Серо де лос Анхелес, южно от града, за да предотврати отрязването на пътя за Валенсия. Атаката се проваля поради езикови и комуникационни проблеми и недостатъчна артилерийска подкрепа, но пътят към Валенсия остава отворен.

### Последна националистическа атака
На 19-и националистите предприемат последната си фронтална атака. Под прикритието на тежка артилерийска бомбардировка войските на мароканския и чуждестранния легион си пробиват път в квартала на Университетския град в Мадрид. Докато напредването им е проверено, те установяват предмостие над река Мансанарес. Последват ожесточени улични битки и Дурути, лидерът на анархистите е убит на 19-и. Три теории се опитват да обяснят мистерията около смъртта на Дурути. Куршумът може да е дошъл от войник националист. Други смятат, че Дурути е бил убит от случайна стрелба на един от собствените му хора. Трета теория предполага, че той е бил предаден и убит по заповед на комунистите. Въпреки ожесточените контраатаки на XI Интернационална бригада и испанските републикански части, националистите задържат позициите си в Университетския град и до края на битката владеят три четвърти от комплекса. Опитът им да щурмуват Мадрид обаче се проваля пред лицето на неочаквано твърдата републиканска съпротива. Франко спира по-нататъшните атаки на пехотата, тъй като не може да рискува да загуби повече от най-добрите си редовни войници и легионери.

### Въздушни атаки
След като не успява да превземе Мадрид с нападение, Франко нарежда бомбардировка на жилищните райони на града, с изключение на квартала Саламанка с висшата класа, за който се предполага, че живеят много поддръжници на националистите, с намерението да изплаши цивилното население да се предаде. Франко е цитиран да казва: „По-скоро ще унищожа Мадрид, отколкото да го оставя на марксистите“. Германските бомбардировачи обстрелват останалата част от града от 19 до 23 ноември.
Може да се твърди, че тази тактика на Франко е контрапродуктивна, тъй като републиканското население в Мадрид не е уплашено да се предаде, а бомбардирането на цивилни, едно от първите в историята на военните действия, е силно критикувано от чуждестранни журналисти като Ърнест Хемингуей. Жертвите от въздушната бомбардировка обаче изглежда са сравнително малко. Няма окончателна цифра за цивилните жертви, причинени от него, но според Хю Томас броят на загиналите е около 2000. От началото на 1937 г. нататък съпротивата на изтребителите и опитът на републиканските пилоти също са твърде силни, за да могат да се извършват по-нататъшни бомбардировки през деня, което допълнително ограничава неговата ефективност.

### Стабилизиране на фронта
Битката приключва през декември, като и двете страни са изтощени. Фронтова линия, стабилизирана в града, минаваща от националистическия издатък над река Мансанарес, в Университетския град, през парка Каса де Кампо и през улиците на района Карабанхел е подложен на спорадични артилерийски и въздушни бомбардировки. Последното действие на Франко през 1936 г. е да се опита да прекъсне пътя за Коруня, североизточно от Мадрид, като първа стъпка към обграждането на испанската столица. Битката на пътя за Коруня също води до безизходица.
Жертвите от битката за Мадрид никога не са преброени точно, но британският историк Хю Томас изчислява, че те са общо около 10 хил. за двете страни и за цивилното население.

## Битки около Мадрид (1937)
След битката при Мадрид републиканското правителство се опитва да реорганизира своите въоръжени сили от набор от милиции в редовна армия, Народната републиканска армия. Това е постигнато чрез интегриране на милициите в структурите на елементите на предвоенната армия, които са на страната на Републиката. На теория тя намалява властта на политическите партии спрямо правителството, но на практика увеличава влиянието на Комунистическата партия, която ръководи прилагането на политиката чрез лоялните, дисциплинирани и милитаризирани части на своите Антифашистки работнически и селски милиции (MAOC). Също така близки до Комунистическата партия са съветските доставчици на оръжие и чуждестранните доброволци и съветници, като и двете групи предоставят голяма част от практическия военен опит от страна на републиканците. Следователно партията има непропорционално влияние при назначаването на военни командири и определянето на военната политика.
През 1937 г. има две големи битки в непосредствена близост до Мадрид, битката при Харама (януари до февруари) и битката при Брунете (юли). В допълнение две други битки се водят по-далеч като част от националистическата кампания за превземане на столицата: през март при Гуадалахара и в края на декември при Теруел, и двете североизточно от Мадрид.
Първата битка в началото на 1937 г. кара Франко да се опита да пресече река Харама, за да прекъсне пътя между Мадрид и Валенсия, където републиканците местят правителството си. Резултатите са неубедителни. Войските на Франко успяват да стигнат до източния бряг на Харама, но не успяват да прекъснат комуникациите между Мадрид и Валенсия. Жертвите и от двете страни са тежки, оценките на загубите варират от 6 до 20 хиляди от всяка страна.
През март битката при Гуадалахара се води на около 60 км североизточно от Мадрид, когато републиканските войски отблъскват опита на италианските войски да пресекат Харама и да обкръжат отбраната на Мадрид, за да започнат нападение срещу града. Загубите на италианците и националистите са значително по-големи от тези на републиканците. Около една трета от град Мадрид е силно разрушен, но моралът остава все още силен сред населението и те се гордеят.
През май републиканските сили под командването на полския комунистически офицер Карол Сверчевски се опитват да избягат от Мадрид с бронирана атака, но са отблъснати. Много по-амбициозна северна офанзива е предприета от републиканците през юли с намерението да обкръжат националистите. Битката при Брунете обаче отново се превръща в кървава безизходица. Първоначалната републиканска атака превзема Брунете и отблъсква фронта на националистите на около 12 км, но решителните контраатаки на националистите отвоюват тази територия до края на битката. Републиканските загуби са значително по-големи от тези на националистите.
В края на 1937 г. националистите превземат голяма част от Северна Испания, индустриалното сърце на страната, с многобройните си оръжейни фабрики, които са поддържали републиканските военни усилия. В самия край на годината републиканският командир на IV корпус по това време, Сиприано Мера пресича плановете на националистите за ново нападение над Мадрид от посока Сарагоса. Генерал Висенте Рохо започва собствена превантивна офанзива с над 100 000 души на 15 декември и превзема град Теруел. Офанзивата на Рохо допринася за предложената от Франко атака срещу Мадрид, но води до една от най-кървавите битки на войната с над 100 хил. жертви от двете страни.

## Вътрешни борби и падане на Мадрид (1938–март 1939)
През 1938 г. обсадата на Мадрид се затяга и населението му страда все повече от липса на храна, топли дрехи и оръжия и амуниции. Въпреки това Франко вече се отказва от идеята за друго фронтално нападение срещу града, но е щастлив да ограничи постепенно обсадата и да продължи да бомбардира града.
До пролетта на 1939 г., след краха на републиканските сили на други фронтове, републиканската кауза в Мадрид е очевидно обречена, което създава ожесточено разделение в републиканските редици. От една страна е социалистическият министър-председател Хуан Негрин, някои други правителствени министри и Комунистическата партия, които искат да се борят докрай. Те са противопоставени от републиканския полковник Сехисмундо Касадо и други, които искат да преговарят за предаването на Мадрид, за да спестят на републиканските привърженици най-лошото от националистическото възмездие. На 5 март хората на Касадо арестуват комунистически офицери в Мадрид, лишават ги от правомощията им, свалят Негрин и създават Съвет за национална отбрана (Consejo Nacional de Defensa) за преговори за мирно споразумение с Франко. На следващия ден комунистическите лидери и Негрин бягат от Испания от Елда, но комунистическите войски, установени около Мадрид, отхвърлят авторитета на Съвета и влизат в столицата на 7-и. Има няколко дни на битки по улиците между комунистически и некомунистически войски, които завършват с поражението на комунистите и екзекуцията на техния лидер Луис Барсело.
Това оставя Касадо свободен да опита да договори условия с Франко. Лидерът на националистите обаче настоява, че безусловната капитулация е всичко, което той би приел. На 26 март Франко заповядва общо настъпление към Мадрид, а на 27-и републиканският фронт се срива, много от чиито войници се предават или просто захвърлят оръжията си и се прибират у дома. На 28 март Мадрид пада от силите на Франко. Въпреки усилията на Касадо за преговори, много от републиканските защитници на Мадрид са сред почти 200 хил. души, които са екзекутирани или починали в затвора от режима на Франко между 1939 и 1943 г.